# Чудо Берна
«Чудо Берна» — спортивный фильм 2003 года, снятый Зёнке Вортманом, который также написал сценарий совместно с Рохусом Ханом. В фильме рассказывается история неожиданной победы Германии на чемпионате мира по футболу 1954 года в Берне (так называемое Бернское чудо). Кроме того, в фильме описываются трудности вернувшегося домой военнопленного, которому хотя и трудно найти себя в прежней жизни, параллельно с немецким успехом, удается снова сблизиться с сыном и семьей.

## Сюжет

### Обзор
Пока шахтёр Рихард из Эссена был солдатом на восточном фронте, а потом советским военнопленным, его семья научилась обходиться без него. Он один из так называемых поздних репатриантов: семья не видела его уже более 12 лет. После возвращения на Родину в 1954 году он должен столкнулся с тем, что его старший сын Бруно очень критически относился к его роли в эпоху национал-социалистов, симпатизируя коммунизму, его дочь Ингрид флиртовала с британскими оккупационными солдатами (бывший враг) и его одиннадцатилетний сын Матиас, родившийся в его отсутствие, видит в футболисте Хельмуте Ране образец для подражания и фигуру отца. Пока ему не удается стать частью своей же семьи.
Хельмут Ран и игроки сборной приглашены с 26 мая 1954 года в Грюнвальдскую спортивную школу для подготовки к чемпионату мира по футболу. Ран расстроен, потому что он не является постоянным игроком и задействуется национальным тренером Зеппом Хербергером только в предварительном раунде против Венгрии. В турнире сборной Германии удается выйти в финал в качестве аутсайдеров.
Отношения между Рихардом и его сыном Матиасом постепенно улучшаются, а Хельмут Ран назначен на все игры после предварительного раунда. В финальном матче против Венгрии он забил решающий гол и сделал счет 3:2, а это означало, что 4 апреля в июле 1954 года немецкая команда сотворила сенсацию, которая после многолетней депрессии послевоенного периода вызвала в стране неожиданную волну эйфории, а также патриотизма и национальных чувств.

### Сюжетные линии
Вместо «чисто» спортивного фильма Вортман снял историю, которая также раскрывает социальные условия послевоенной Германии. Вся семья Любанских воплощает различные аспекты:
- Отец Рихард представляет поколение, потерявшее много лет на бессмысленной войне. Он возвращается из советского плена с тяжелой травмой, а дома он уже не уважаемый отец и кормилец семьи, а скорее обуза для всех.
- Мать Криста — классическая «женщина на руинах», которая кропотливо создала для себя новую жизнь в своем маленьком пабе.
- Семнадцатилетний сын Бруно, выросший при виде преступлений нацистов, стал коммунистом. Он верит в марксизм и бесклассовое общество. Поскольку он считает, что марксистские идеалы действительно будут реализованы в ГДР, он эмигрирует туда.
- Шестнадцатилетняя дочь Ингрид олицетворяет тех, кто с распростёртыми объятиями принимает американскую культуру и современные музыкальные стили. Она не хочет постоянно иметь дело с мраком войны, но стремится наслаждаться жизнью.
- Матиас (по прозвищу Маттес) в одиннадцать лет выступает за тех детей, чьи отцы провели много лет на фронте или в плену и поэтому должны были расти без отца. В поисках фигуры отца он нашел её в Хельмуте Ране.

Помимо этой семьи представлена молодая чета Аккерманов из Мюнхена: Аннетте Аккерман, урождённая фон Хаддинг, происходит из обеспеченной семьи, её муж Пауль — спортивный журналист газеты Süddeutsche Zeitung. Это дает фильму возможность также представить шикарную сторону жизни пятидесятых. Насмешливая ссора пары представляет собой беззаботный контрапункт довольно грустной истории возвращения домой.
Историческое событие «Чемпионат мира» — ещё одна сюжетная линия фильма. В этом фильме основное внимание уделяется немецкой команде, в частности, тренеру Хербергеру, капитану Фрицу Вальтеру и, прежде всего, Хельмуту Рану, который своей дружбой с молодым Матиасом наводит мост к истории семьи Любанских.

## Преодоление прошлого
Фильмы, действие которых происходит в послевоенный период, часто связаны с нацистской диктатурой и войной. В нём есть сцена, в которой старший сын Бруно обвиняет отца Рихарда в том, что он просто «марширует», на что отец отвечает, что он не может поступить иначе. Затем сын цитирует лозунг «Ты ничто, твой народ — все», который был принципом национал-социалистического мировоззрения и описывает подчиненность человека.
Позже, когда отец Рихард медленно возвращается в семью, он рассказывает своему младшему сыну Матиасу о своем плену в Советском Союзе, а также упоминает о предыдущих военных преступлениях, совершенных немецкой стороной. Он говорит, что русские крестьяне давали ему еду и что русский оказал ему дружеский прием на обратном пути, хотя (или потому что) его сын погиб на войне.
В фильме «старые» установки неоднократно сравниваются с «современными»: национальный тренер Хербергер разговаривает со швейцарской уборщицей о ней и его «детях» (в его случае об игроках) и получает от неё наставления: детей не всегда нужно наказывать за оплошности, как это, вероятно, является нормой в Германии. Сцена содержит лингвистический анахронизм, когда Хербергеру отвечают идиомой «Ранняя пташка ловит червя», которая заимствована из американского языка и не была распространена в Германии до 1980-х годов. Затем уборщица отвечает предложением, изначально пришедшим от Хербергера: «Мяч круглый, и игра длится 90 минут».

Особо обсуждается контраст между различными установками в семье Любанских: отец Рихард, чья жизнь состояла из приказов и послушания, хочет «дисциплины» и «порядка» в семье, особенно со своими детьми. Мать Криста указывает на достижения и успехи её и детей в трудные времена и на то, что до его возвращения они были счастливой семьей, учитывая непростые обстоятельства. Когда отец дает пощечину своему сыну Матиасу, он предупреждает его словами «немецкий мальчик не плачет». Читая прощальное письмо Бруно в конце фильма, он, однако, сам начинает плакать, а Матиас утешает его словами, что немецкому мальчику тоже можно плакать.

## Актёры-футболисты

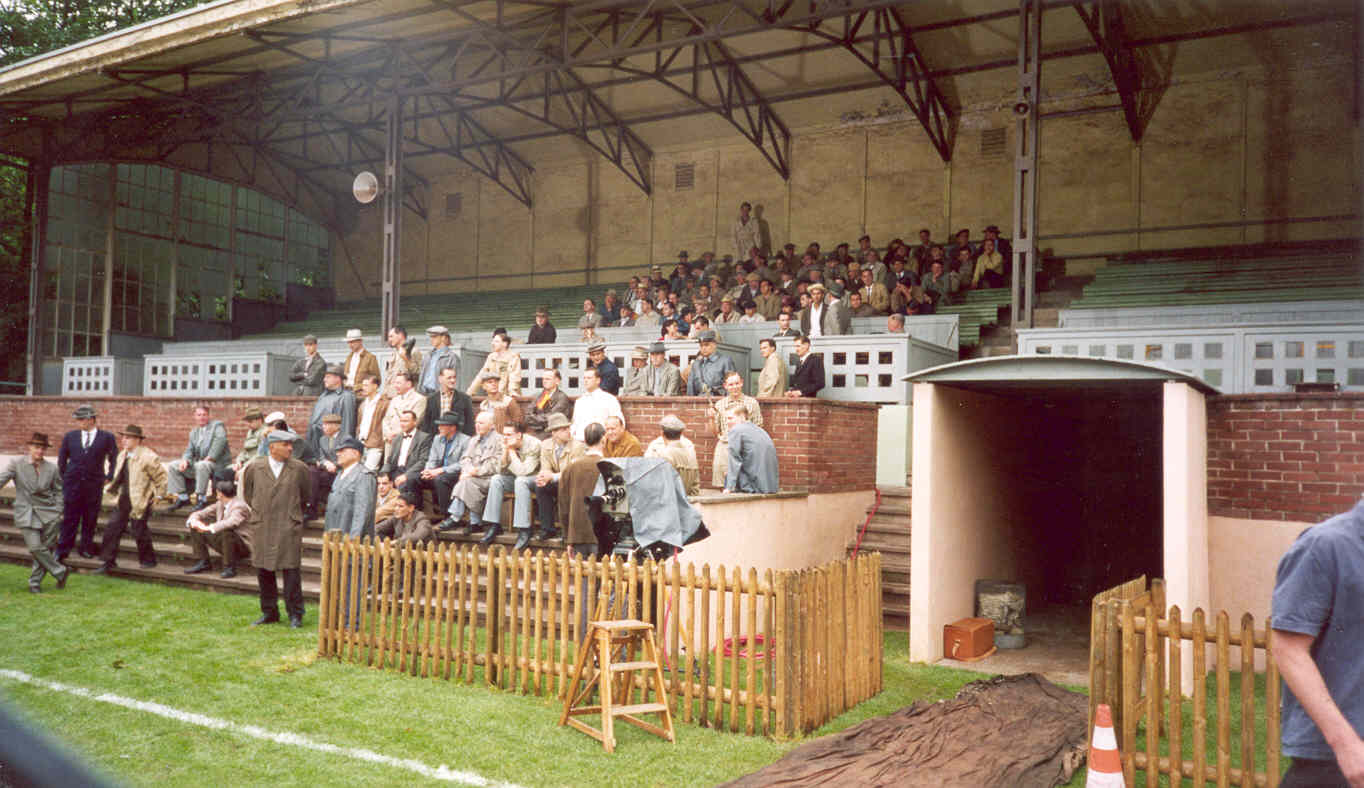
Съемки в Кёльн-Вайденпеш

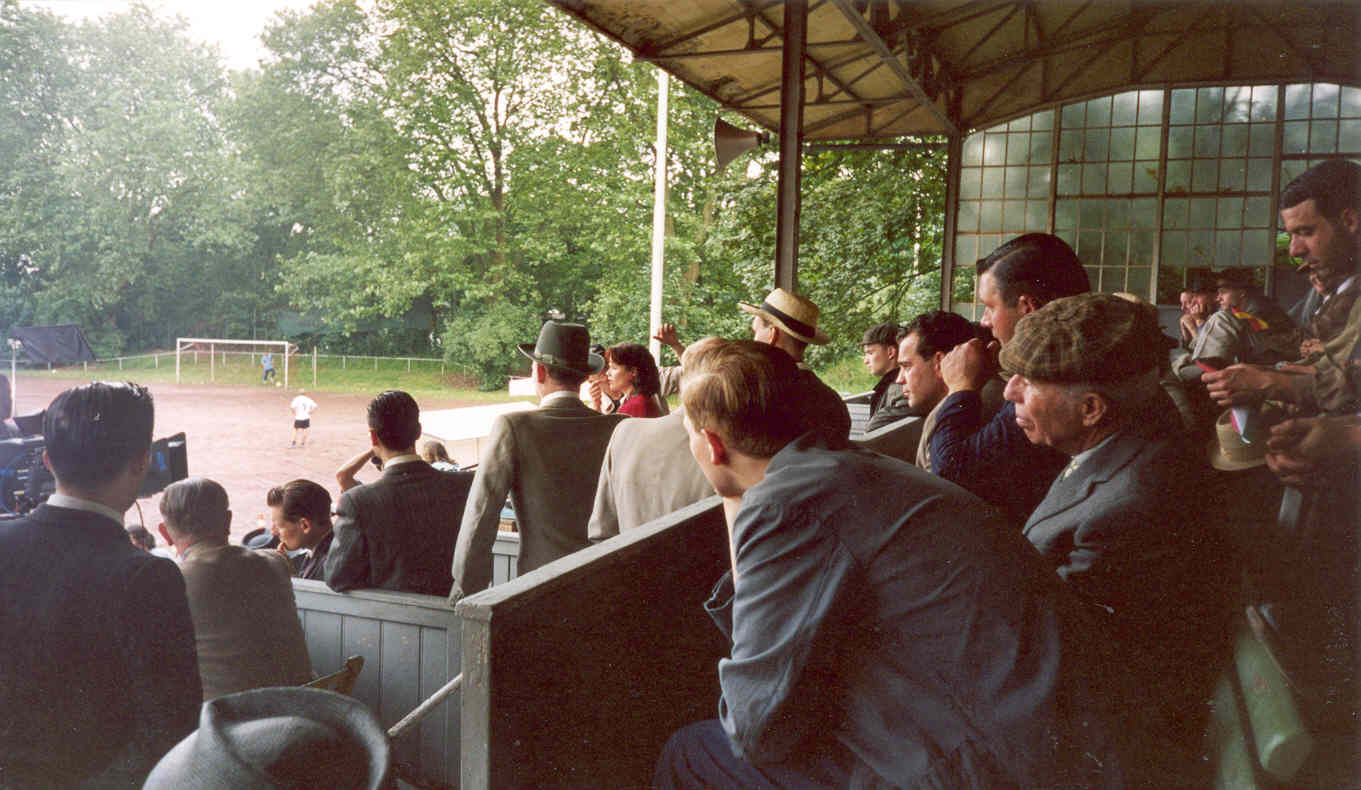
Съемки в Кёльн-Вайденпеш

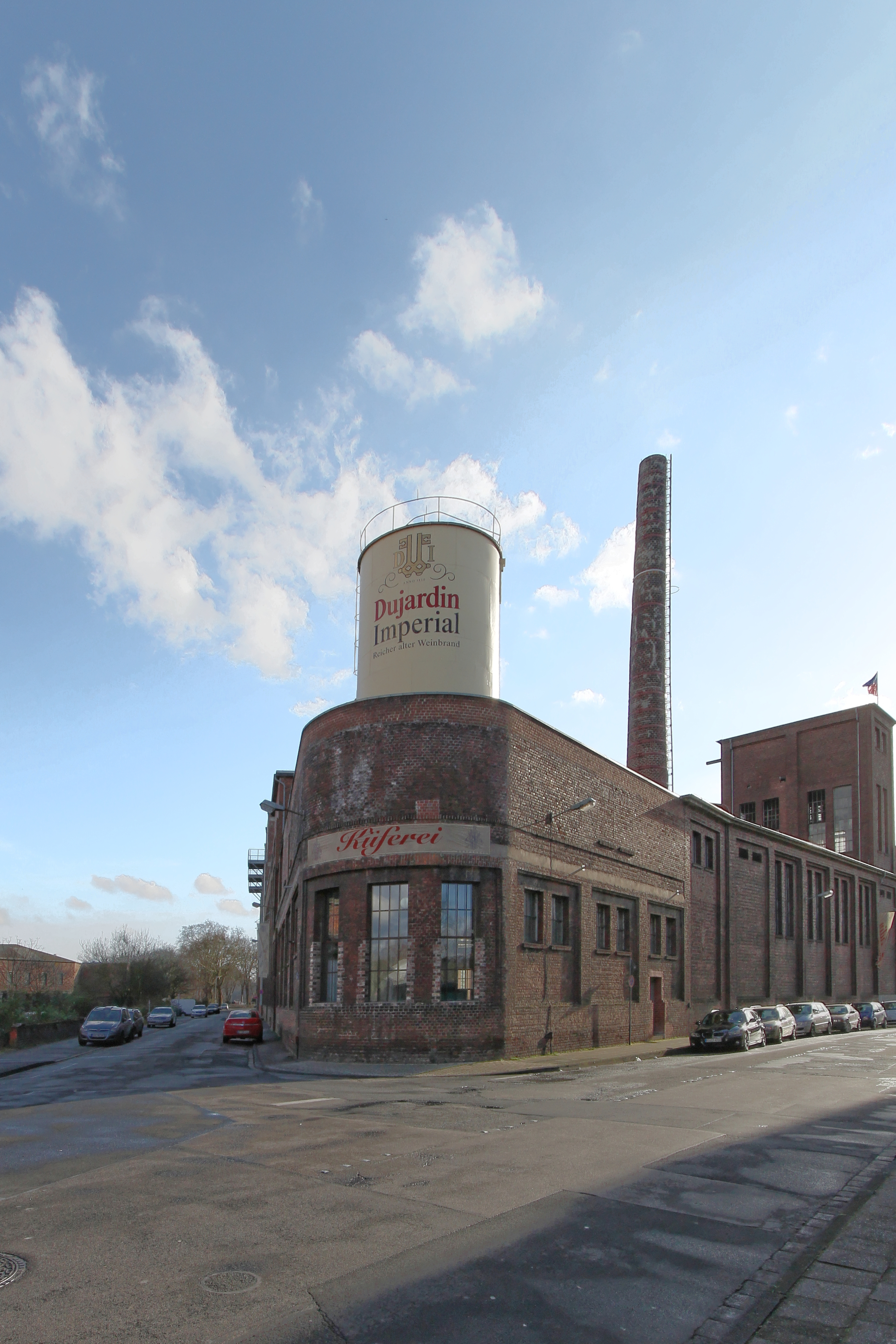
Съемки фильма в Крефельд-Юрдингене

Все актёры, сыгравшие в фильме немецких и венгерских футболистов, на самом деле играли в футбол как минимум в Высшей лиге. Кнут Хартвиг, сыгравший Фрица Вальтера, сыграл 71 игру во 2-м чемпионате Бундеслиги за Вупперталь. Бывший товарищ Хартвига по клубу WSV Кристиан Броос (как Вернер Кольмейер) сыграл в общей сложности 47 игр второго дивизиона. Маттиас Зелльман (в роли Фрица Лабанда) работал в дортмундской «Боруссии» и "ФК Саарбрюккен. Актёр Саша Гёпель в молодости был в Рот-Вайссе и Юрдингене. Майкл Вурст, который также стал известен благодаря телешоу Star Search, где он дошел до полуфинала, сыграл венгерского защитника Енё Бузански. Актёр и режиссёр Саймон Верховен, сыгравший центрального нападающего Оттмара Вальтера, также юношей сделал карьеру, играя за Мюнхен 1860, и играл в баварской школьной команде.

## Фон
- Луи Кламрот, который играет в фильме Маттиаса Любански, сына Рихарда Любански, является фактическим сыном Питера Ломейера.
- После того, как Матиас узнал о поражении Рот-Вайса в Алемании Ахен в начале фильма и сел со своими кроликами, он вздохнул: «И мы никогда не будем чемпионами Германии». В следующем году команда Эссена стала чемпионом Германии.
- Адольф Дасслер изображен в одной из сцен фильма. Сапожник и комплектовщик, который снабдил команду инновационными футбольными бутсами с завинчивающимися шипами, является основателем компании Adidas.
- Юрген Лейнеман, автор Spiegel и автор биографии Herberger Herberger. Одна жизнь, одна легенда появляется в фильме в качестве журналиста во время первой пресс-конференции. В начале титров вы также видите, как режиссёр Зёнке Вортман бежит за конной повозкой.
- Репортера Херберта Циммермана играет комик Андреас Оберинг (Тилль и Обель). Оригинальный саундтрек из известного радиорепортажа Циммермана не использовался в фильме по драматургическим причинам.
- В повторе матча с Турцией немецкая команда изображена в раздевалке в белых майках. На самом деле она носила зеленые.
- Первая версия Goggomobil, припаркованная возле дома Рана и часто показываемая в фильме, не производилась до 1955 года. Модель, замеченная в фильме, выпускалась только с 1964 года.
- Автомобиль, на котором Рихард и его сын Маттес едут в Берн ближе к концу фильма, — это Auto Union 1000 U (производное от DKW). Этот автомобиль не производился до 1959 года.
- Звукозаписи для стадиона Ванкдорф в Берне были записаны на южной трибуне стадиона Вестфален. Записи велись не во время игры, а специально для фильма перед игрой против «Ганзы Росток». Следует категорически избегать современных стилистических средств поддержки.
- В конце фильма появляется фраза «Эльф фон Берн никогда больше не играл вместе», а в начале титров — посвящение «Памяти Гельмута Рана». Хельмут Ран умер примерно за два месяца до театрального релиза в Германии.
- Съемки проходили с октября. июня 2002 г. до 10. Август 2002 года в Кёльне, Дуйсбурге, Крефельде (Дюжарден Вайнбреннерей и стадион Гротенбург), Оберхаузене, Реклингхаузене, в Железнодорожном музее Бохум-Дальхаузен, в других местах в Рурской области и в Туне, Швейцария.
- Затраты на производство фильма оценивались примерно в 7,3 миллиона евро.
- Театральный релиз в Германии состоялся 16 апреля. Октябрь 2003 г. В Германии насчитывалось около 3,68 миллиона кинозрителей. Фильм был впервые показан по немецкому бесплатному телевидению 30 апреля. Апрель 2006, сб.1[8].
- Костюмы созданы Урсулой Велтер.

## Награды
- Золотой экран 2003 (за достижение 3 миллионов зрителей за 18 месяцев).
- Премия Европейской киноакадемии 2003: номинация Тома Фермана в категории «Лучшая операторская работа».
- Международный кинофестиваль в Локарно 2003: Приз зрительских симпатий Зёнке Вортману.
- Премия New Faces 2004: Премия молодому актёру Саши Гёпеля
- Немецкая кинопремия 2004: Приз зрительских симпатий как Немецкий фильм года, Премия Серебряной кинопремии за лучший полнометражный фильм. Номинация на Золотую кинопремию за лучший полнометражный фильм, номинация на Золотую кинопремию достается Зёнке Вортман за лучшую режиссуру, номинация на Золотую кинопремию достается Йоханне Гастдорф за лучшую женскую роль второго плана.
- Баварская кинопремия 2004: приз режиссёра Зёнке Вортман и приз актрисы второго плана Йоханне Гастдорф.
- Премия German Camera Award 2004: номинация Тома Фермана в категории художественных фильмов.
- Международный кинофестиваль в Сан-Франциско, 2004 г.: Приз зрительских симпатий Зёнке Вортману за лучший художественный фильм.
- Фестиваль независимого кино в Ашленде, 2005: Приз зрительских симпатий Зёнке Вортману за лучшую драму.

## Кинофестивали
Фильм был показан вместе с другими немецкими постановками Goethe!, Альмания — «Добро пожаловать в Германию» и «Моя заветная мечта» на первой Неделе немецкого кино в Северной Корее, которая проходила с 4 по 8 апреля. Ноябрь 2013 года в кинотеатре Taedongmun Cinema в Пхеньяне.

## Мюзикл по сюжету фильма
23-го ноября 2014 года в новом Театре на Эльбе (Гамбург) состоялась мировая премьера одноимённого мюзикла, написанного Мартином Лингнау и Гилом Мемертом. Среди ведущих актёров Доминик Хис в роли Хельмута Рана и Вера Болтен в роли матери Кристы Лубански, которая также поет фирменную песню Miracles Happen.